# Малий Бузат
Малий Буза́т (рос. Малый Бузат, башк. Кесе Буҙат) — присілок у складі Стерлібашевського району Башкортостану, Росія. Входить до складу Бузатівської сільської ради.
Населення — 50 осіб (2010; 82 в 2002).
Національний склад:
- татари — 94%